# O2 Arena
O2 Arena, ou como era conhecida antigamente Sazka Arena, é uma arena multiúso localizada em Praga, República Checa. Foi construída em 2004 para o Campeonato Mundial de Hóquei no Gelo.

## Ficha técnica
- Número de pisos: 6
- Tamanho do piso: 35,000 m²
- Capacidade: +18,000 espectadores
- Assentos de Luxo: 2,460
- Camarotes de Festa: 4
- Lugares em bares, restaurantes e cafés: 2,900
- Estacionamento: 280 lugares

## Uso
A O2 Arena é a casa da Liga Tcheca e já recebeu a final da Liga Europeia de 2006.[ligação inativa] Artistas de nome internacional já passaram pela arena como Britney Spears, Beyoncé, Pussycat dolls, Rihanna, Madonna, Metallica, Shakira, Linkin Park, Red Hot Chili Peppers, Guns N' Roses, Simply Red, Phil Collins, Kylie Minogue, Luciano Pavarotti, R.E.M., Bryan Adams, Christina Aguilera, Lady Gaga Laura Pausini e outros.

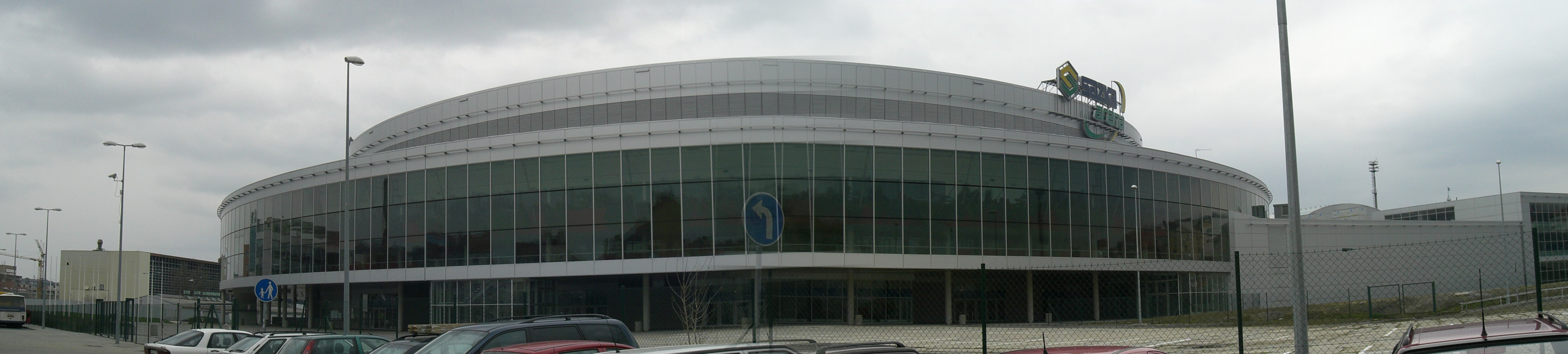
Panorama da O_{2} Arena em março de 2007.

A arena seria o local da série de 50 shows da turnê This Is It (concerto de residência) , de Michael Jackson, mas acabou sendo cancelada devido ao falecimento do cantor.